# Balloon (Schriftart)

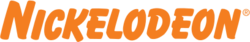
Logo von Nickelodeon von 1984 bis 2009

Balloon ist eine gerundete Schreibschrift, häufig genutzt für Beschilderung oder als Markerschrift. Sie ist eine reine Majuskelschrift und verfügt über keine Kleinbuchstaben, als Schriftschnitte sind Light, Bold und Extra Bold verfügbar. Sie wurde 1939 vom 1904 in Philadelphia geborenen Max R. Kaufmann für American Type Founders veröffentlicht. Das Logo von Nickelodeon nutzte Balloon von 1984 bis 2009.